# Mosbacher Straße 3 (Aglasterhausen)

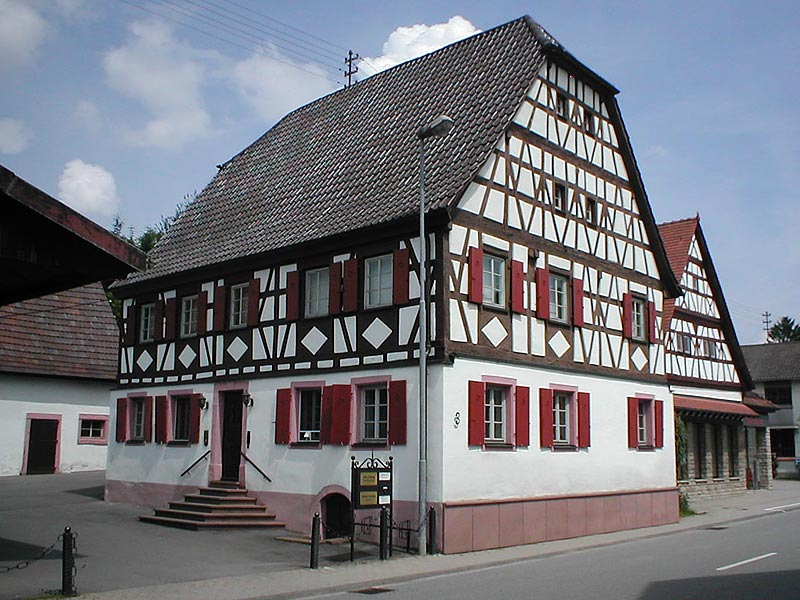
Fachwerkhaus Mosbacher Straße 3 in Aglasterhausen

Das Fachwerkhaus Mosbacher Straße 3 in Aglasterhausen, einer Gemeinde im Neckar-Odenwald-Kreis im nördlichen Baden-Württemberg, wurde 1780 errichtet.
Das giebelständige Haus besitzt zwei Stockwerke und zwei Dachstöcke. Am linken Eckständer der Traufseite befindet sich ein Turmdach mit Wetterfahne, darunter steht folgende Inschrift: „I.C.TS.1780“. Alle Stockwerke des Hauses stehen bündig, und die Hölzer sind alle gerade. Ein Krüppelwalm am Dachfirst begrenzt die Giebelhöhe. Unter den Fenstern sind Rauten in Negativform zu sehen, ansonsten sind keine Zierformen vorhanden.  